# Elektriciteitspenning

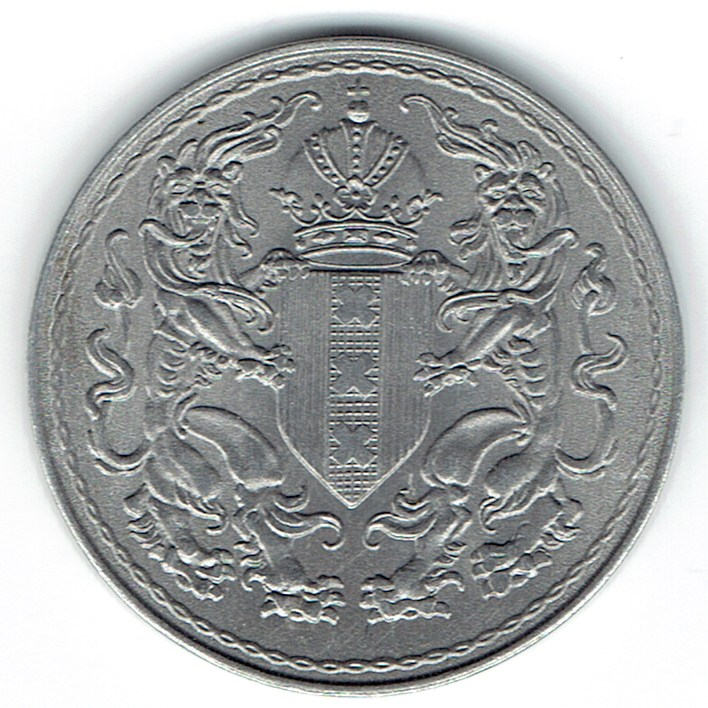
Voorzijde aluminium elektriciteitspenning Amsterdam, met het gemeentewapen

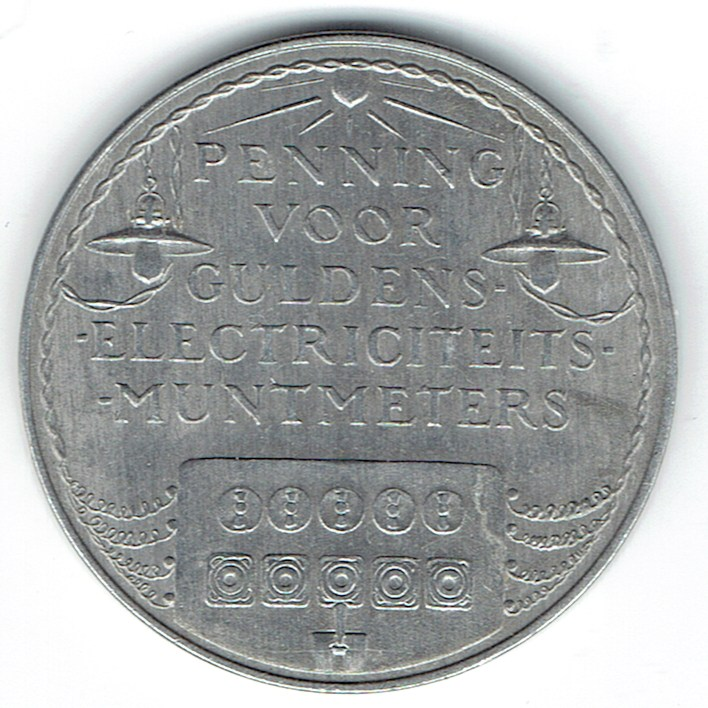
Keerzijde aluminium elektriciteitspenning Amsterdam

Een elektriciteitspenning, ook wel lichtpenning of elektriciteitsmunt genoemd, is een munt waarmee men tot in de 1970 in bepaalde woonwijken het elektriciteitsverbruik kon betalen. Hiervoor was in de meterkast een speciale kilowattuurmeter, een zogenaamde muntmeter, geïnstalleerd, die door de meteropnemer werd geleegd. Het doel was te voorkomen dat mensen een te grote betalingsachterstand opliepen bij het energiebedrijf. Aanvankelijk werkten deze meters op gewoon muntgeld, maar door oplopende tarieven werden speciale munten hiervoor ingevoerd. Deze munten werden uitgegeven door het gemeentelijke energiebedrijf en werden in Nederland in de meeste gevallen vervaardigd door de Koninklijke Nederlandse Munt.

## Nederland
Het elektriciteitsnet was in Nederland voor 1950 veel minder uitgebreid dan het gasnet, waardoor er veel minder elektriciteitsaansluitingen dan gasaansluitingen waren. Voor de meeste kleine gemeenten was het niet de moeite waard om speciale elektriciteitspenningen te laten slaan. Daar waar muntmeters waren geplaatst werkten deze doorgaans met gewoon muntgeld. De eerste elektriciteitspenningen in Nederland zijn in Amsterdam gebruikt omstreeks 1918. Deze hadden de afmetingen van de Nederlandse gulden, die tot dan toe in de meters werden gebruikt. Vervolgens werd deze wijze van betalen in meer gemeenten gebruikt. De ontwerpen toonden vaak bliksemschichten en gemeentewapens. De door de energiebedrijven uitgegeven elektriciteitspenningen hadden meestal een waardeaanduiding in kilowattuur, soms in guldens, of een aanduiding ontbrak geheel. In het laatste geval werd het verbruik per eenheid afgerekend, waarbij de eenheid per gemeente kan verschillen. De diameter van de penning verschilde per gemeente, maar 28 mm (de diameter van de gulden) was gebruikelijk. In Arnhem werden vierkante penningen gebruikt ter grootte van de toenmalige vierkante stuiver. Ze hadden een gat in het midden, iets dat vaker voorkwam bij elektriciteitspenningen.
In Rotterdam werden penningen gebruikt om het elektriciteitsverbruik van binnenvaartschepen af te rekenen wanneer ze bij een ligplaats op het lichtnet waren aangesloten. Deze penningen hadden een profiel dat precies in een gleuf in de automaat paste.

### Tweede Wereldoorlog
Een ander soort elektriciteitspenning zijn de zinken muntjes van 2½ cent, 10 cent, 25 cent en 1 gulden.
Deze zijn in 1942 op verzoek van diverse gemeenten, waar gas- en elektriciteitsmeters in gebruik waren die op gewone munten werkten, aangemaakt ter vervanging van de door de Duitse bezetter ingenomen koperen en zilveren munten. De nieuwe zinken oorlogsmunten hadden andere afmetingen en pasten daardoor niet in de muntmeters. De zinken penningen werden door de Koninklijke Nederlandse Munt vervaardigd naar een ontwerp van Nico de Haas en kregen de afmetingen van de munten van 2½ cent, 10 cent, 25 cent en 1 gulden van voor 1942, zodat ze in de bestaande meters pasten. Ze dragen aan een zijde de overeenkomstige waardeaanduiding in centen, met daaronder het woord "ELECTRICITEIT" (of "GAS" als het om een gaspenning ging). Aan de andere zijde dragen ze de naam van de gemeente die de munten uitgaf boven de centrale tekst "ELECTRICITEIT", met daarboven en daaronder drie bliksemschichten. Bij gaspenningen staat in het midden het woord "GAS" omringd door vier vlammen. Penningen die voor zowel gas als elektriciteit werden gebruikt tonen een combinatie van die twee ontwerpen.
Toen na 1945 penningen moesten worden geslagen ter aanvulling van de voorraad is het ontwerp ervan in veel gevallen gelijk aan dat uit 1942, maar is de penning meestal vervaardigd uit een ander materiaal, zoals aluminium of messing.

### Einde en moderne variant
Met de toenemende welvaart is rond 1977 de elektriciteitspenning, evenals eerder ook de gaspenning, verdwenen. Af en toe komt men ze op ruilbeurzen nog wel tegen.
Een moderne variant op de elektriciteitspenning is het vooraf betalen van energie. Hierbij koopt de klant een tegoed dat hij zelf kan opwaarderen. Een slimme energiemeter houdt het verbruik bij. Wanneer het tegoed onder een bepaalde waarde is gedaald stuurt de energieleverancier een bericht om de klant te waarschuwen dat het tegoed bijna op is. Wanneer het saldo nul is, wordt de klant automatisch op afstand afgesloten. Na het opwaarderen van het saldo volgt binnen een minuut weer aansluiting op het gas- en/of de elektriciteitsnet. Momenteel (2018) wordt met dit concept in de Nederlandse steden Rotterdam en Arnhem geëxperimenteerd.

## Andere landen
Ook in andere landen werden elektriciteitspenningen gebruikt. Dit was zeker in Duitsland het geval. In sommige landen, zoals het Verenigd Koninkrijk, werkten de muntmeters met gewoon muntgeld. Bij verhuur is vooruitbetaling van gas en elektriciteit aan de eigenaar middels een muntmeter in het VK nog steeds gangbaar.